# 锡马农村居民点
锡马农村居民点（俄语：Симское сельское поселение）是俄罗斯联邦弗拉基米尔州尤里耶夫波利斯基区所属的一个农村居民点。其下辖有31个居民点，行政中心为锡马。据2016年统计，该农村居民点的人口为2998人。